# Scaphocalanus major
Scaphocalanus major is een eenoogkreeftjessoort uit de familie van de Scolecitrichidae. De wetenschappelijke naam van de soort is voor het eerst geldig gepubliceerd in 1894 door Scott T..